# Mười hai chiếc ghế
Mười hai chiếc ghế (tiếng Nga: Двенадцать стульев, tiếng Ukraina: Дванадцять стільців) là một tiểu thuyết trào phúng cổ điển của nhóm tác giả Liên Xô Ilf và Petrov, được san hành vào năm 1928. Cốt truyện kể về các hành trình các nhân vật đi tìm kho báu giấu bên trong một chiếc ghế. Cuốn tiểu thuyết phần tiếp theo được xuất bản năm 1931. Mười hai chiếc ghế đã được chuyển thể thành các hình thức nghệ thuật khác, chủ yếu là phim ảnh.

## Lịch sử
Theo hồi kí tác giả Yevgeny Petrov, khoảng tháng 08 năm 1927, ở tòa soạn tạp chí Tiếng Còi, trong chốc bốc đồng ông tuyên bố với bào huynh - văn sĩ Valentin Katayev - rằng mình mong trở thành "Dumas cha" ở Tô Liên. Đáp lại, Valentin Katayev chỉ gợi ý rằng, ông muốn Ilf & Petrov hãy sáng tác một truyện phiêu lưu về món tiền giấu trong ghế. Kì thực, điều này khởi phát từ thói quen phổ thông ở bất cứ đâu, nhưng Valentin Katayev đề nghị nhóm tác gia phải thiết kế tình huống sao cho mãi về sau độc giả vẫn phải thừa nhận họ là bậc thầy văn chương. Vậy là trong thời gian giá rét nhất, tức là từ tháng 09 tới tháng 12, Ilf & Petrov chỉ ở lì trong phòng soạn sách.
Đến tháng 01 năm 1928, tập thủ bản đã theo một xe trượt tuyết thẳng tới tòa báo Tiếng Còi và mang về niềm hân hoan thắng lợi. Ngay sau đó, nhóm tác giả kí giao kèo đăng dài kì trên tạp chí Ba Mươi Ngày từ tháng 01 tới tháng 07 cùng năm, kèm những minh họa của tay bút Mikhail Cheremnykh. Việc ấn loát thành sách được tiến hành rất thận trọng tại nhà in Điền Địa Công Xưởng Odesa, sở dĩ tiến độ phải thực thi chậm là do chờ hoàn tất khâu kiểm duyệt theo quy định đương thời. Nhưng chưa hết, trong 10 năm từ 1928 tới 1938, đã có tối thiểu hơn 3 lần hiệu chính. Văn bản 1938 được coi là chính thức và phổ biến tự bấy tới nay.
Năm 1928, sự thành công của tiểu thuyết đầu tay Mười hai chiếc ghế khiến độc giả đua nhau gửi thư tới tòa soạn tạp chí Ba Mươi Ngày yêu cầu Ilf & Petrov hồi sinh nhân vật Ostap Bender. Để đáp lại thỉnh nguyện thư, trong năm 1929 nhóm tác gia Ilf & Petrov bắt đầu soạn cuốn nối tiếp. Qua tới mấy chục lần cân nhắc, cuối cùng nhan đề Con bê vàng (Золотой телёнок) được chọn.
Hình tượng "con bê vàng" ẩn dụ một truyền thuyết trong Xuất Ai-cập kí : Khi thầy Moshe lên núi Sinai, người Do Thái đã bội giáo để đúc ngẫu tượng bò vàng và mặc sức hoan lạc. Do đó, "con bê vàng" hàm nghĩa của cải xa hoa, hay cái dục vọng chiếm đoạt của báu. Ở truyện, "con bê vàng" là khối tài sản kếch sù của các vị quý nhân cũ hoặc giới hào phú nổi lên nhờ chính sách NEP.
Tiểu thuyết Con bê vàng được chia thành ba phần, đăng dài kì trên tờ Ba Mươi Ngày kể từ tháng 01 năm 1931. Tuy nhiên, trong khi tại Mĩ, Anh, Đức, Áo rất hồ hởi đón nhận nhờ sức ảnh hưởng của cuốn trước (dịch phẩm Anh văn thậm chí ra mắt độc giả trước cả nguyên tác Nga văn), thì tại Tô Liên sách bị báo giới đả kích kịch liệt vì cho rằng vi phạm nguyên lý sáng tạo văn chương vô sản là "cảm thông đặc biệt" đối với tên vô lại Ostap Bender (опасного сочувствия авторов Остапу Бендеру). Ngay đến nội bộ Liên-minh Tác-gia Tô Liên cũng tranh cãi gay gắt về sự cấm hay không cấm ấn bản này. Sau cùng, ông chủ tịch Liên-minh Maksim Gorky phải đứng ra can thiệp cho sách được san hành trọn vẹn. Bởi vậy, sang năm 1933 tiểu thuyết mới đi tới tập cuối cùng.
Tựu trung, tiểu thuyết Con bê vàng ra đời đã đáp ứng phần nào thị hiếu độc giả. Nhưng ở các thập niên sau, sách này chỉ được giới phê bình coi là ăn theo ảnh hưởng của cuốn đầu, vì trong thực tế cả thi pháp và doanh thu đều không đáng kể khi đặt cạnh Mười hai chiếc ghế.

## Nội dung

### Mười hai chiếc ghế
Tiểu thuyết chia làm ba phần. Nội dung đan nhiều từ lóng thời thượng khá khó hiểu đối với độc giả không rành văn hóa Tô Liên nói chung và miền Odesa nói riêng.
Mùa hè bức sốt ở thị trấn N, một công chức sở hộ tịch là Ippolit Matveyevich Vorobyaninov bất giác được lời trối của bà nhạc - Madame Petukhova - rằng, hãy đi tìm mười hai chiếc ghế mà năm xưa bà giấu đầy kim cương (ám chỉ thời rối ren 1917-21 nhiều quý tộc bị cách mạng quân cướp tài sản).
Thế nhưng, bí mật tày giời bị đức cha Fyodor Vostrikov lén nghe thủng. Hơn nữa, tuy là kẻ tham lam nhưng Ippolit hoàn toàn vô mưu, thế là y giao kèo với tên bợm Ostap Bender đi săn của báu, hứa hẹn nếu tìm được thì chia đôi.
Một thời gian sau, Ippolit Vorobyaninov chạm trán cha Fyodor ở bến sông. Trong lúc hai kẻ hám của giằng nhau, bí mật chuyến phiêu lưu có một không hai vỡ trận. Kể tự bấy, ba kẻ ở hai chiến tuyến ganh đua quyền sở hữu từng chiếc ghế một, từ sang trọng nhất tới... giời ơi đất hỡi nhất.
Cuộc phiêu lưu tìm ghế đã dẫn bọn thiêu thân này đặt chân tới mọi miền xa xôi hiểm trở nhất Tô Liên, tuy nhiên số phận những chiếc ghế gia bảo vẫn biệt vô âm tín.
Mãi tới mùa thu năm sau, Vorobyaninov và Bender theo dấu ghế về Moskva. Ostap Bender chuẩn bị kế hoạch đột nhập nhà văn hóa trung tâm của công nhân ngành thiết lộ, mà y cho là ghế hiện ở đó. Nhưng ban đêm, trong lúc Bender say ngủ, lão Ippolit Vorobyaninov cầm dao cạo cứa cổ y. Bender chết, nhưng Vorobyaninov cũng không độc chiếm được đống trang sức gia truyền.
Cách vài tháng trước, một thợ hồ đã phát hiện những chiếc ghế giấu kim cương, anh nộp lên tòa thị chính. Nhờ món hời này, thành phố đã xây cất hàng loạt cung văn hóa phục vụ nhân dân cần lao.

### Con bê vàng
Tiểu thuyết Con bê vàng tuy cũng lại được chia thành ba phần, nhưng kết cấu không nhất quán được như Mười hai chiếc ghế.
Tên bợm Ostap Bender may mắn thoát chết, nhưng từ nay y phải quấn khăn kín cổ để che cái thẹo dao lam. Lần này, Ostap Bender tới tòa thị chính định mạo xưng con duy nhất của trung úy Pyotr Shmidt (liệt sĩ cách mạng Sevastopol 1905, phu nhân là Zinaida Rizberg thuộc biên chế Liên-minh Tác-gia Tô Liên) để lĩnh khoản chẩn tuất thường niên của chính phủ. Thế nhưng ở đây cũng đang náo loạn vì có cả tá kẻ xưng "con một" đấng tiên liệt cách mạng.
Thế là Ostap Bender rủ bọn vô công rỗi việc kia lập băng Linh Dương cưỡi xe hơi tới thành phố Chernomorsk ("Hắc Hải", ám chỉ Odesa), vì theo lời tên bợm Shura Balaganov, ở đấy có một nhà triệu phú kín tiếng nên chưa bị "làm thịt". Tên ông ta là Aleksandr Ivanovich Koreyko, được dân du đãng gọi "Rockefeller phi pháp" (подпольный Рокфеллер), bởi nhờ cái mẽ công chức viên mẫn cán cần kiệm, y đã thụt két hàng chục triệu rúp bỏ vào nhiều nhà băng khác nhau hòng qua mặt nhà chức trách.
Bọn Linh Dương khởi động phi vụ bằng cách thâu thập tài liệu buộc tội Koreyko. Sau đó, đích thân Ostap Bender biên thư yêu cầu gã bỏ 10 triệu rúp ra chuộc tài liệu. Qua một hồi thương lượng, Ostap Bender bằng lòng nhận 1 triệu rúp. Nhóm đồng hành chia tiền rồi mỗi đứa một ngả.
Phần Ostap Bender ôm mớ tiền quá lớn so với thu nhập trung bình tại Tô Liên nên chẳng tiêu được vào việc gì. Y thất vọng và chợt nhận ra rằng, triệu phú sống không nổi tại Tô Liên. Vậy là y vượt biên sang România, nhưng rồi bị lính biên phòng nước này cướp sạch tài sản. Rốt cuộc, Ostap Bender quay về quê hương sống nốt đời lưu lãng không xu dính túi.

## Phong hóa
Tiểu thuyết Mười hai chiếc ghế (Двенадцать стульев) đưa tên tuổi Ilf & Petrov ra công chúng toàn liên bang Soviet, tuy nhiên vì thành tựu quá lớn này mà về sau nhóm tác giả không thực hiện thêm được cuốn này xuất sắc hơn. Ngay cả phần kế tục Con bê vàng (Золотой телёнок) cũng không gây hiệu ứng dư luận đáng kể. Tuy nhiên, cuốn tiểu thuyết này lại mở ra thời hoàng kim của văn nghệ tỉnh lẻ Odesa, tác phẩm cũng khai trương luôn dòng văn chương du đãng mang đặc sắc đất cảng Odesa này.
Tại Việt Nam, tiểu thuyết Mười hai chiếc ghế được dịch giả Lê Khánh Trường gửi in tại Nhà xuất bản Văn Nghệ TP HCM năm 1984 và tới nay vẫn là dịch phẩm Việt văn duy nhất. Ngoài ra, bản điện ảnh chuyển thể của đạo diễn Leonid Gayday rất nổi tiếng đối với thế hệ trưởng thành các thập niên 1980-90.

## Liên kết
- Mười hai chiếc ghế (full text), RU: Lib.
- Mười hai chiếc ghế. 1928. tại Internet Archive
- Full Russian text at lib.ru
- Free online English translation (in progress)